# كارلوس سيرفين
كارلوس سيرفين (بالإسبانية: Carlos Servín)‏ (24 مايو 1987 بأسونسيون في باراغواي - ) هو لاعب كرة قدم باراغواياني في مركز حراسة المرمى. لعب مع Club Deportivo Capiatá ‏ وTacuary ‏ وروبيو نيو ‏.

## روابط خارجية
- كارلوس سيرفين على موقع قاعدة بيانات كرة القدم.إي يو (الإنجليزية)
- كارلوس سيرفين على موقع Soccerway.com (الإنجليزية)